# Leslie Nielsen
Leslie William Nielsen, OC (Regina, Saskatchewan, 11. veljače 1926. – Fort Lauderdale, Florida 28. studenog 2010.), kanadsko-američki komičar i glumac. Bio je najpoznatiji po ulogama u filmovima Ima li pilota u avionu? i trilogiji Goli pištolj.
Rodio se u gradu Regina, kanadske pokrajine Saskatchewan. Otac Ingvard bio je Danac i Kanađanin, a majka Maybelle, bila je Velšanka. Njegov brat Erik bio je zamjenik kanadskog premijera tijekom 1980-ih. Leslie je nećak pokojnog glumca Jeana Hersholta. Nakon što je završio srednju školu, priključio se Kanadskom zrakoplovstvu gdje je jednu godinu služio kao repni strijelac, ali nije vidio borbe u Drugom svjetskom ratu.
Nakon rata,  našao je posao kao disc jockey na jednoj radio postaji u Calgaryu. Ondje je radio jedno vrijeme, a zbog talenta primjećen je, te je dobivao uloge pripovjedanja u dokumentarcima i reklamama. Sam se osvrnuo na to razdoblje rekavši da "tu nije bilo mnogo zlata, dobivali smo od 75 do 100 dolara po emisiji".
Već 1950. godine imao je 50 nastupa u raznim oblicima glumačkog posla. Pojavio se u filmu imena Zabranjeni planet, znanstvenoj fantastici.
Tijekom karijere snimio je mnogo filmova, s različitim uspjesima i kod kritike, i kod publike. Jedan je kritičar rekao da oni koji ga vole ne gledaju filmove nakon Ima li pilota u avionu? i trilogije Goli pištolj.
Ipak istaknuo se velikim talentom. Snimio je jedan film koji je režirao Mel Brooks, u kojem je parodirao lik grofa Drakule. U jednom filmu Mel glumi ubojicu vampira imenom Van Helsing.
Nielsen je odlikovan Redom Kanade, a ženio se 4 puta. Iz drugog braka ima dvoje djece. U jednom je nedavnom intervjuu izjavio da ima poteškoća sa sluhom. Obožavao je igrati golf te je o tome snimio i 4 videokasete.
Po humoru mu je sličio i George Gaynes.

## Vanjske poveznice
- Leslie Nielsen u internetskoj bazi filmova IMDb-u (engl.)
- Leslie Nielsen na Northern Stars  Arhivirana inačica izvorne stranice od 27. veljače 2009. (Wayback Machine)
- Canada's walk of fame Kanadska staza slavnih